# Leucochrysa ceratica
Leucochrysa ceratica är en insektsart som först beskrevs av Navás 1911.  Leucochrysa ceratica ingår i släktet Leucochrysa och familjen guldögonsländor. Inga underarter finns listade i Catalogue of Life.